# Грант, Элли
Элли Грант (англ. Allie Grant; род. 14 февраля 1994) — американская актриса, наиболее известная по ролям в комедийных телесериалах «Дурман» (2005—2009) и «Пригород» (2011—2014).

## Жизнь и карьера
Элли Грант родилась в Тьюпело, штат Миссисипи. В трёхлетнем возрасте мать Грант отдала её в актёрское агентство в Далласе, и после съёмок в рекламе она получила несколько предложений по работе и была приглашена в Нью-Йорк. В 2005 году она получила роль Изабель Ходес, лесбиянки и дочери героини Элизабет Перкинс в комедийном телесериале канала Showtime «Дурман». Она снималась в шоу вплоть до 2009 года и была выведена из него после ухода Перкинс. На большом экране она появилась в фильмах «Фанаты» (2009), «Ранэвэйс» (2010) и «Удар молнии» (2012). Также у неё была второстепенная роль в ситкоме «Всё тип-топ, или Жизнь Зака и Коди» в 2006—2007 годах, и кроме этого она была гостем в сериалах «Такая Рэйвен» и «Частная практика».
С 2011 по 2014 год Грант играла роль Лизы Шей, дочери персонаже Аны Гастейер и лучшей подруги главной героини шоу в исполнении Джейн Леви, в комедийном сериале канала ABC «Пригород».

## Фильмография
| Год       | Название на русском                | Название на английском        | Роль               | Примечания |
| --------- | ---------------------------------- | ----------------------------- | ------------------ | --- |
| 2005      |                                    | That’s So Raven               | Carly              | 1 эпизод |
| 2006—2007 | Всё тип-топ, или Жизнь Зака и Коди | The Suite Life of Zack & Cody | Agnes              | 5 эпизодов |
| 2005—2009 | Дурман                             | Weeds                         | Isabelle Hodes     | 57 эпизодов Номинация — Премия Гильдии киноактёров США за лучший актёрский состав в комедийном сериале (2007, 2009) Номинация — Премия «Молодой актёр» за лучшую женскую роль второго плана в комедийном сериале (2007) |
| 2009      | Фанаты                             | Fanboys                       | Kimmy/Rogue Leader | |
| 2010      | Ранэвэйс                           | The Runaways                  | Club Girl          | |
| 2010      | Частная практика                   | Private Practice              | Julie              | 1 эпизод |
| 2011—2014 | Пригород                           | Suburgatory                   | Lisa Shay          | 57 эпизодов |
| 2012      | Удар молнии                        | Struck by Lightning           | Remy               | |
| 2014      | Красные браслеты                   | Red Band Society              | Lauren             | 1 эпизод |
| 2015      | Голдберги                          | The Goldbergs                 | Evelyn Silver      | 1 эпизод |
| 2015      | Анатомия страсти                   | Grey’s Anatomy                | Alana              | 1 эпизод |